# Gerardo Pisarello Prados
Gerardo Pisarello Prados (Tucumán, Argentina, 1970) és un polític, escriptor, doctor en Dret i professor de Dret Constitucional a la Universitat de Barcelona. Entre 2015 i 2019 va ser escollit regidor de l'Ajuntament de Barcelona del que fou nomenat primer Tinent d'Alcaldia del primer govern de l'alcaldessa Ada Colau. L'abril de 2019 va ser escollit diputat per En Comú Podem al Congrés, essent elegit secretari primer de la Mesa del Congrés dels Diputats durant la XIII Legislatura. A les eleccions del 10 de novembre de 2019 va tornar a ser elegit diputat per la candidatura d'En Comú Podem. Viu a Barcelona des de 2001; veí del Baix Guinardó i pare de dos fills. És fill de l'advocat i polític Ángel Gerardo Pisarello, assassinat per la junta militar argentina.

## Biografia

### Origen familiar i primers anys
Nascut a Tucumán el 10 d'agost de 1970, és fill d'Aurora Prados, mestra rural, i del destacat advocat i polític argentí Ángel Pisarello (1916 - 1976), membre de la Unión Cívica Radical, que fou detingut-desaparegut i assassinat el 1976 tres mesos després del cop d'estat del 24 de març de 1976 que va donar pas al règim dictatorial i autoritari a Argentina des de 1976 fins al desembre de 1983. Pisarello Prados és besnebot de l'escriptor i destacat membre de la intel·lectualitat de l'esquerra progressista argentina, Gerardo Pisarello (1898 - 1986) integrant del corrent avantguardista de la dècada dels anys 20 denominada Grupo Boedo.
La seva infantesa va transcórrer a la Tucumán de la dictadura, juntament amb la seva mare i les seves dues germanes. Els seus inicis polítics en aquella època adolescent van estar vinculats al cristianisme de base. Al 1988 va obtenir una beca d'estudis en el marc d'un programa de la American Field Service, per aquest motiu va traslladar-se durant un any a Palo Alto (California). En la seva etapa d'estudiant a la Facultat de Dret de la Universitat de Tucumán, va ser membre actiu del moviment estudiantil opositor a les polítiques neoliberals de Carlos Saúl Menem i a les lleis d'impunitat dels responsables de la dictadura.
Gerardo Pisarello es va traslladar a Madrid l'any 1995, per cursar un doctorat a la Universitat Complutense (UCM). L'any 1998 va obtenir el títol de Doctor "Cum Laude" amb una tesis sobre drets socials. Resultat d'aquest treball són els seus dos primers libres: Vivienda para Todos. Un derecho en (de)construcción. Icaria Editorial, 2003 i Los derechos sociales y sus garantías. Trotta Editorial, 2007. En aquells anys, va ser deixeble i traductor del jurista italià Luigi Ferrajoli i del Catedràtic en Dret constitucional Carlos de Cabo Martín. Va entrar en contacte amb polítics i intel·lectuals com Jaime Pastor o com el dirigent gallec Xose Manuel Beiras i amb professors i estudiants que més tard serien impulsors de les mobilitzacions del 15M i posteriorment de la fundació del moviment polític Podemos.

### Vida acadèmica i professional
Des del 2001 resideix a Barcelona, on ha treballat com a professor de Dret constitucional a la Universitat de Barcelona. Va ser professor convidat a diferents universitats i centres d'Europa i d'Amèrica Llatina.
Va formar part de l'equip (2001-2015) de l'Observatori DESC, centre dedicat a l'estudi, recerca, assessorament i la incidència política en el camp dels drets socials, civils i polítics.
Autor de diversos llibres sobre constitucionalisme, drets humans i dret a la ciutat, entre els quals: Un largo Termidor. La ofensiva del constitucionalismo antidemocrático (Trotta Editorial, 2011) i Procesos constituyentes. Caminos para la ruptura democrática (Trotta Editorial, 2012). També és coautor de No hi ha dret(s). La il·legalitat del poder en temps de crisi (Icaria Editorial, 2012) i La Bestia sin bozal. En defensa del derecho a la protesta (Catarata, 2014). Escriu a Público, eldiario.es i Sin Permiso.
Gerardo Pisarello és així mateix Doctor honoris causa per la Universitat Nacional de Rosario (Argentina).

### Vida política, escriptor i articulista
A Barcelona, es va implicar activament al moviment contra la Guerra d'Irak (2003) i va col·laborar amb els moviments pel dret a l'habitatge i amb la Plataforma d'Afectats per la Hipoteca (PAH), on va conèixer a d'altres activistes com Ada Colau, Jaume Asens o Xavier Domènech. Al 2013, amb Asens i Domènech, va donar suport al Manifest del Procés Constituent, un moviment social i polític impulsat per Teresa Forcades, Arcadi Oliveres i altres persones de diferents àmbits de la societat per tal de promoure un canvi de model polític, econòmic i social a Catalunya.
A les eleccions municipals de 2015 fou elegit regidor de l'Ajuntament de Barcelona per la candidatura més votada, Barcelona en Comú. Nomenat Primer Tinent d'Alcaldia, amb responsabilitats en l'àrea d'Economia i Treball, Ciutat Digital i Relacions Internacionals. És el primer tinent d'alcaldia d'origen llatinoamericà de la ciutat. Durant la baixa per maternitat de Colau va exercir d'Alcalde en funcions de Barcelona.
Amb la convocatòria anticipada d'eleccions generals, l'abril de 2019, Pisarello s'incorporà a la llista d'En Comú Podem dins de la candidatura encapçalada per Jaume Asens. Va ser elegit diputat per la circumscripció de Barcelona i escollit secretari primer de la Mesa del Congrés durant la XIII Legislatura. Davant la impossibilitat de formar Govern per part del candidat socialista Pedro Sánchez, es tornaren a convocar eleccions Generals el 10 de novembre de 2019. Novament torna a ser elegit diputat al Congrés i secretari primer de la Mesa del Congrés.
Forma part de diferents òrgans de direcció política, de la coordinadora executiva de Catalunya en Comú. i de la Coordinadora de Barcelona en Comú.

## Obra publicada
- Vivienda para todos. Un derecho en (de)construcción. Icaria Editorial, 2003.
- Los derechos sociales y sus garantías. Trotta Editorial, 2007.
- Un largo Termidor. La ofensiva del constitucionalismo antidemocrático. Trotta Editorial, 2011.
- Procesos constituyentes. Caminos para la ruptura democrática. Trotta Editorial, 2014.
- Dejar de ser súbditos. El fin de la restauración borbónica. Akal, 2021. Colección: Pensamiento Crítico[18][19][20]
- Pedrol, X.; Pisarello, G. La Constitució europea i els seus mites. Una crítica al Tractat Constitucional i arguments per a una altra Europa. En La Constitució europea i els seus mites. Una crítica al Tractat Constitucional i arguments per a una altra Europa. Icaria editorial. 2005.
- Asens, Jaume; Pisarello, Gerardo. No hay derecho(s). La ilegalidad del poder en tiempos de crisis. Icaria Editorial, 2011.
- Pisarello, G; Asens, Jaume. La bestia sin bozal. En defensa del derecho a la protesta. Los Libros de la Catarata, 2014.
- Varoufakis, Yanis; Pisarello, Gerardo. Un plan para Europa. Editorial: Icaria Editorial, 2016. Colección: Más Madera.

Escriu a Público, Sin Permiso, CTXT